# Jean II. de Neufchâtel

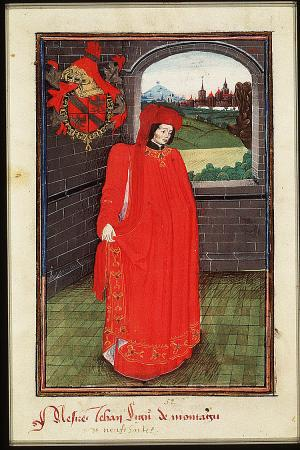
Jean II. de Neufchâtel im Statutenbuch des Ordens (Den Haag, KB, 76 E 10, fol. 64v)

Jean II. de Neufchâtel (* Ende 1417 / Anfang 1418; † Juni/September 1489 in Vuillafans) war ein burgundischer und französischer Militär und Diplomat.

## Leben
Jean II. de Neufchâtel war der zweite Sohn von Thiébaut VIII. de Neufchâtel, Seigneur de Neufchâtel et de Châtel-sur-Moselle, und Agnès de Montfaucon, sowie der jüngere Bruder von Thiébaut IX. de Neufchâtel bzw. Großneffe von Jean I. de Neufchâtel. Er stammte damit aus dem Adelsgeschlecht Neufchâtel-en-Bourgogne und war 
- Seigneur de Reynel, Mussey, Mathons et Morancourt (die er Anfang 1431 anlässlich seiner Volljährigkeit von seinem Vater erhielt),
- Baron de Montaigu,[1] d’Amance et de Fontenoy-le-Château, Seigneur de Fondremand, Port-sur-Saône, Liesle, Chissey et Buffard, Suzerain de Thoraise et de Torpes, Vogt von Faverney und Calmoutier (11. Januar 1431 von Jean I. de Neufchâtel, angefochten wohl bis 1438),
- Seigneur de Marnay, Lavoncourt et Montlevon-en-Brie (23. August 1439 als Erbe seiner Mutter),
- Seigneur de Vuillafans-le-Vieux[2] (14. Mai 1445 von seiner Patentante Jeanne de Montfaucon),[3]
- Seigneur de Bouclans (19. Juni 1466 gekauft) etc.

Im Dienst des Herzogs von Burgund befand sich Jean II. de Neufchâtel ab 1442 im Kampf gegen die Écorcheurs; im November begleitete er seinen Vater zu den Verhandlungen in Besançon zur Nachfolge im Herzogtum Luxemburg zwischen dem Herzog und Kaiser Sigismund. 
In der Nacht vom 22. zum 23. November 1443 drangen seine Soldaten überraschend in Luxemburg ein, besetzten die Stadt und lieferten sie anschließend dem Herzog von Burgund aus.
1444 war er Kommandant von 500 picardischen Bogenschützen in Burgund.
Von 1445 bis 1447 war mit Thiebaut IX. Unterhändler mit Albrecht VI. von Österreich und Wilhelm von Hachberg zur Belehnung des Herzogs in den Niederlanden und der Grafschaft Burgund durch den Kaiser (Vertrag von Brügge vom 18. Mai 1447). 
Am 30. April 1451 wurde er in den Orden vom Goldenen Vlies aufgenommen.
Beim Aufstand der Genter gehörte er am 4. April 1452 zur Leibwache des Herzogs in der Schlacht von Geraardsbergen; am 28. April erreichte er die Aufhebung der Blockade von Oudenaarde, am 9. Juni kämpfte er in der Schlacht von Bazel und am 11. Juni in der Schlacht von Rupelmonde. Zwischen dem 25. und 30. Juni eroberte er Schendelbeke, vom 16. bis zum 23. Juli nahm er an der Belagerung von Gavere. Am 31. Juli war er bei der Unterwerfung von Gent dabei.
Im September 1456 eskortierte er den flüchtigen Dauphin vom Jura nach Namur, im Sommer darauf organisierte er die Flucht von Charlotte von Savoyen, der Ehefrau des Dauphins, ebenfalls nach Namur.
1460 wurde er Erster Kammerherr der für die zweite Hälfte eines Jahres zuständige „Zweiten Kammer“. Beim Feldzug gegen Lüttich im gleichen Jahr nahm er am 25. August 1460 an der Eroberung von Dinant teil und erlebte am 8. September die Kapitulation von Lüttich. 
Im Krieg der Ligue du Bien public 1465 drängte er die Franzosen aus dem Bourbonnais und eroberte Moulins. 1468 war er als Stellvertreter (Lieutenant) des Gouverneurs Philippe de Bresse tatsächlicher Oberkommandierender der burgundischen Armee, da Philippe sein Amt nicht wahrnahm. 1469 war er mit Pierre de Bauffremont Gesandter bei König Ludwig XI., später bei Herzog Franz II. von Bretagne. 
Am 3. September 1470 wurde er Generalleutnant des Herzogs in Burgund. Im November kommandierte er 5000 Soldaten zur Bekämpfung von Wegelagerern im Elsass. Am 26. Mai 1471 führte er 800 Lanzenreiter von Burgund in die Niederlande, um zum Heer des Herzogs zu stoßen. Am 18. Februar 1472 wurde er als Generalleutnant von Antoine de Luxembourg, comte de Roussy, abgelöst. Am 2. März 1476 kämpfte er in der Schlacht von Grandson, wegen einer Erkrankung aber nicht am 22. Juni 1476 in der Schlacht bei Murten.
Nach dem Tod Karls des Kühnen 1477 nahm er noch am Ordenskapitel von Mai 1478 teil, leistete dann aber am 22. Juli 1478 dem französischen König Ludwig XI. den Lehnseid, der ihn am 21. Oktober 1479 zum Rat und Kammerherrn ernannte, später im Jahr dann zum Gouverneur der Grafschaft Corbeil. Am 7. April 1480 erhielt er die Grafschaft Joigny und die Herrschaft Vitteaux, die Charles de Chalon abgenommen worden waren. Sein Sohn Jean iII. sollte die Erbin Charlotte de Chalon heiraten, die bereits durch einen Ehevertrag mit Adrien de St. Maure verbunden war – Ludwig XI. ließ die Braut und deren Mutter sogar in Corbeil einsperren, hatte aber keinen Erfolg, da Charlotte am 9. Oktober 1480 St. Maure heiratete. 
Nach seinem Seitenwechsel wurde Jean II. de Neufchâtel am 5. Mai 1481 aus dem Orden vom Goldenen Vlies ausgeschlossen – allerdings im Oktober 1484 in das französische Gegenstück, den Michaelsorden aufgenommen. 1486 zog er sich nach Vuillafans zurück, am 29. Juni 1489 trat er ein letztes Mal in Erscheinung, am 28. September starb er. Er wurde im Jakobinerkonvent in Besançon bestattet.

## Familie
Jean II. de Neufchâtel heiratete am 20. November 1437 in Hesdin Margarida de Castro, 1437 Dame de Saint-Aubin, † zwischen Ende 1475 und 19. November 1479, bestattet in der Klosterkirche Notre-Dame la Blanche in Faverney, Tochter von Fernando de Castro, Senhor de Ançã, Monsanto i de Bogilobo, portugiesischer Hofmarschall, und Mecia de Sousa. Ihre Kinder waren:
- Philippe, * wohl 1438, † 1488, Seigneur de Fontenoy, 1482 Vicomte de Lunel; ⚭ Katharina von Baden-Hachberg, * 1450, † 1498, Tochter von Rudolf IV., Markgraf von Rötteln, Graf von Neuenburg, und Marguerite de Vienne
- Charles, † 1498, 1463–1489 Erzbischof von Besançon, 1480–1489 Kommendatarbischof von Bayeux, 1489 Präsident der burgundischen Stände.
- Isabeau, * wohl 1442/43, † 1479, ⚭ Louis de Vienne, Seigneur de Ruffey, † 1483/86[6]
- Isabelle, † 1471; ⚭ Philibert Philippe de La Palud, Comte de La Roche, † 1473
- Jeanne, * wohl 1449, † 1475; ⚭ Wilhelm I., Herr von Rappoltstein, † 1507
- Marguerite, * 1451, † 1476, 1458 Nonne in Sainte-Waudru (Mons)
- Fernand(o), * wohl 1452, † 1522, Seigneur de Marnay etc.; ⚭ I Magdalena von Vinstingen († 1496), ⚭ II Claude de Vergy († 1512) (Haus Vergy); ⚭ III Etiennette de la Baume, Tochter von Marc, 5. Comte de Montrevel († 1521) (La Baume-Montrevel)
- Jean III., † 1510, Seigneur de Saint-Aubin etc.; ⚭ Catherine de Rougemont, † 1499
- Avoye, * wohl 1465, † 1493; ⚭ Hélyon (Louis) de Grandson, Seigneur de Lamarche-sur-Saône, † 1505

Darüber hinaus hatte er außerehelich zwei Töchter, Estevenette und Jeanne, die 1489 bezeugt sind.